# Berberis grodtmannia
Berberis grodtmannia là một loài thực vật có hoa trong họ Hoàng mộc. Loài này được C.K. Schneid. mô tả khoa học đầu tiên năm 1918.